# Diggi-Loo Diggi-Ley
Diggi-Loo Diggi-Ley – singiel szwedzkiego zespołu Herreys, wydany w 1984 i umieszczony na ich debiutanckim albumie o tym samym tytule. Piosenkę napisali Torgny Söderberg i Britt Lindeborg.
Kompozycja wygrała Melodifestivalen 1984, dzięki czemu reprezentowała Szwecję w 29. Konkursie Piosenki Eurowizji w Luksemburgu. 5 maja zajęła pierwsze miejsce w finale konkursu, zdobywszy 145 punktów.
Piosenka została nagrana przez zespół również w języku angielskim.

## Lista utworów
Singel 7″
1. „Diggi-Loo Diggi-Ley”
2. „Mitt hjärta slår samma slag”

Singel 7″ (UK)
1. „Diggi-Loo Diggi-Ley” – 3:05
2. „Every Song You Sing” – 3:34

## Notowania na listach przebojów
| Lista (1969)              | Pozycja |
| ------------------------- | ------- |
| Austria                   | 11      |
| Belgia (Flandria)         | 3       |
| Holandia (Single Top 100) | 4       |
| Niemcy                    | 18      |
| Norwegia                  | 5       |
| Szwajcaria                | 10      |
| Szwecja                   | 2       |